# Queens Park Rangers Football Club 2020-2021
Questa voce raccoglie le informazioni riguardanti il Queens Park Rangers Football Club nelle competizioni ufficiali della stagione 2020-2021.

## Maglie e sponsor
| Casa | Trasferta | Terza maglia |

Sponsor ufficiale: Football Index, poi Senate Bespoke
Fornitore tecnico: Erreà

## Organigramma societario
Area direttiva
- Presidente: Amit Bhatia

Area tecnica
- Direttore sportivo: Les Ferdinand
- Direttore tecnico: Chris Ramsey
- Allenatore: Mark Warburton
- Allenatore in seconda: Matt Gardiner
- Preparatore dei portieri: Gavin Ward

Settore giovanile
- Responsabile: Lee Hayes

## Rosa
Aggiornata al 4 marzo 2021.
| N. |                        | Ruolo | Calciatore      |
| -- | ---------------------- | ----- | --------------- |
| 1  | Inghilterra (bandiera) | P     | Joe Lumley      |
| 2  | Inghilterra (bandiera) | D     | Todd Kane       |
| 3  | Scozia (bandiera)      | D     | Lee Wallace     |
| 4  | Inghilterra (bandiera) | D     | Robert Dickie   |
| 5  | Paesi Bassi (bandiera) | D     | Jordy de Wijs   |
| 6  | Francia (bandiera)     | D     | Yoann Barbet    |
| 7  | Zimbabwe (bandiera)    | A     | Macauley Bonne  |
| 8  | Inghilterra (bandiera) | C     | Luke Amos       |
| 9  | Scozia (bandiera)      | A     | Lyndon Dykes    |
| 10 | Marocco (bandiera)     | C     | Ilias Chair     |
| 12 | Inghilterra (bandiera) | D     | Dominic Ball    |
| 13 | Senegal (bandiera)     | P     | Seny Dieng      |
| 14 | Norvegia (bandiera)    | C     | Stefan Johansen |
| 15 | Inghilterra (bandiera) | C     | Sam Field       |

| N. |                             | Ruolo | Calciatore               |
| -- | --------------------------- | ----- | ------------------------ |
| 19 | Galles (bandiera)           | C     | George Thomas            |
| 20 | Stati Uniti (bandiera)      | D     | Geoff Cameron (capitano) |
| 21 | Inghilterra (bandiera)      | A     | Chris Willock            |
| 22 | Inghilterra (bandiera)      | C     | Tom Carroll              |
| 24 | Sierra Leone (bandiera)     | D     | Osman Kakay              |
| 25 | Finlandia (bandiera)        | D     | Niko Hämäläinen          |
| 26 | Inghilterra (bandiera)      | C     | Faysal Bettache          |
| 29 | Stati Uniti (bandiera)      | A     | Charlie Kelman           |
| 30 | Irlanda del Nord (bandiera) | C     | Charlie Owens            |
| 34 | Nigeria (bandiera)          | A     | Ody Alfa                 |
| 37 | Ghana (bandiera)            | C     | Albert Adomah            |
| 39 | Sri Lanka (bandiera)        | C     | Dillon De Silva          |
| 41 | Guyana (bandiera)           | C     | Stephen Duke-McKenna     |
| 45 | Inghilterra (bandiera)      | A     | Charlie Austin           |